# Vojašnica Jerneja Molana
Vojašnica Jerneja Molana je vojašnica Slovenske vojske, ki se nahaja v Cerkljah ob Krki. Poimenovana je po slovenskem teritorialcu Jerneju Molanu, ki je padel kot prva žrtev slovenske osamosvojitvene vojne.
V okviru vojašnice deluje tudi vojaško letališče Cerklje ob Krki, ki je največje vojaško letališče v Sloveniji. Skupaj sestavljata Letalsko bazo Cerklje ob Krki.
Do 27. junija 2012, ko je vojašnica dobila sedanje ime, se je imenovala Vojašnica Cerklje ob Krki.

## Enote, nastanjene v vojašnici
- 4. lahka samovozna baterija zračne obrambe 9. bataljona zračne obrambe
- Učni center logistike Slovenske vojske
- 24. oklepno-mehanizirani bataljon Slovenske vojske (razpuščen)